# Scomberomorus
Scomberomorus là một chi cá thu ngừ thuộc họ Cá thu ngừ.

## Loài
FishBase liệt kê 18 loài:
- Scomberomorus brasiliensis Collette, Russo & Zavala-Camin, 1978: Cá thu Tây Ban Nha Serra.
- Scomberomorus cavalla (Cuvier, 1829): Cá thu vua.
- Scomberomorus commerson (Lacépède, 1800): Cá thu Tây Ban Nha sọc hẹp.
- Scomberomorus concolor (Lockington, 1879): Cá thu Tây Ban Nha Monterey.
- Scomberomorus guttatus (Bloch & Schneider, 1801): Cá thu chấm.
- Scomberomorus koreanus (Kishinouye, 1915): Cá thu Triều Tiên.
- Scomberomorus lineolatus (Cuvier, 1829): Cá thu sọc.
- Scomberomorus maculatus (Couch, 1832): Cá thu Tây Ban Nha Đại Tây Dương.
- Scomberomorus multiradiatus Munro, 1964: Cá thu Papua.
- Scomberomorus munroi Collette & Russo, 1980: Cá thu đốm Australia.
- Scomberomorus niphonius (Cuvier, 1832): Cá thu Nhật Bản.
- Scomberomorus plurilineatus Fourmanoir, 1966: Cá thu Kanadi.
- Scomberomorus queenslandicus Munro, 1943: Cá thu Queensland.
- Scomberomorus regalis (Bloch, 1793): Cá thu Cero.
- Scomberomorus semifasciatus (Macleay, 1883): Cá thu vua sọc rộng.
- Scomberomorus sierra Jordan & Starks, 1895: Cá thu sierra Thái Bình Dương.
- Scomberomorus sinensis (Lacépède, 1800): Cá thu Trung Quốc.
- Scomberomorus tritor (Cuvier, 1832): Cá thu Tây Phi.

## Hình ảnh

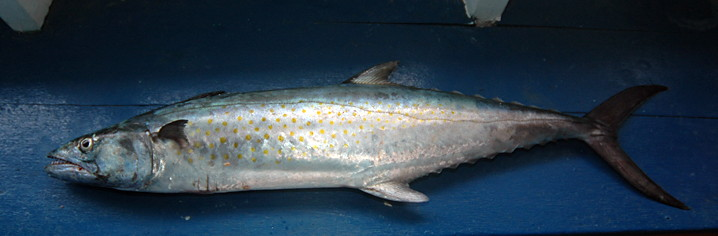
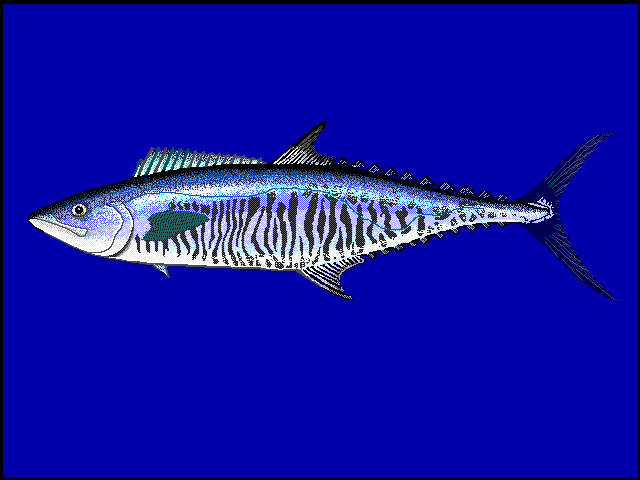
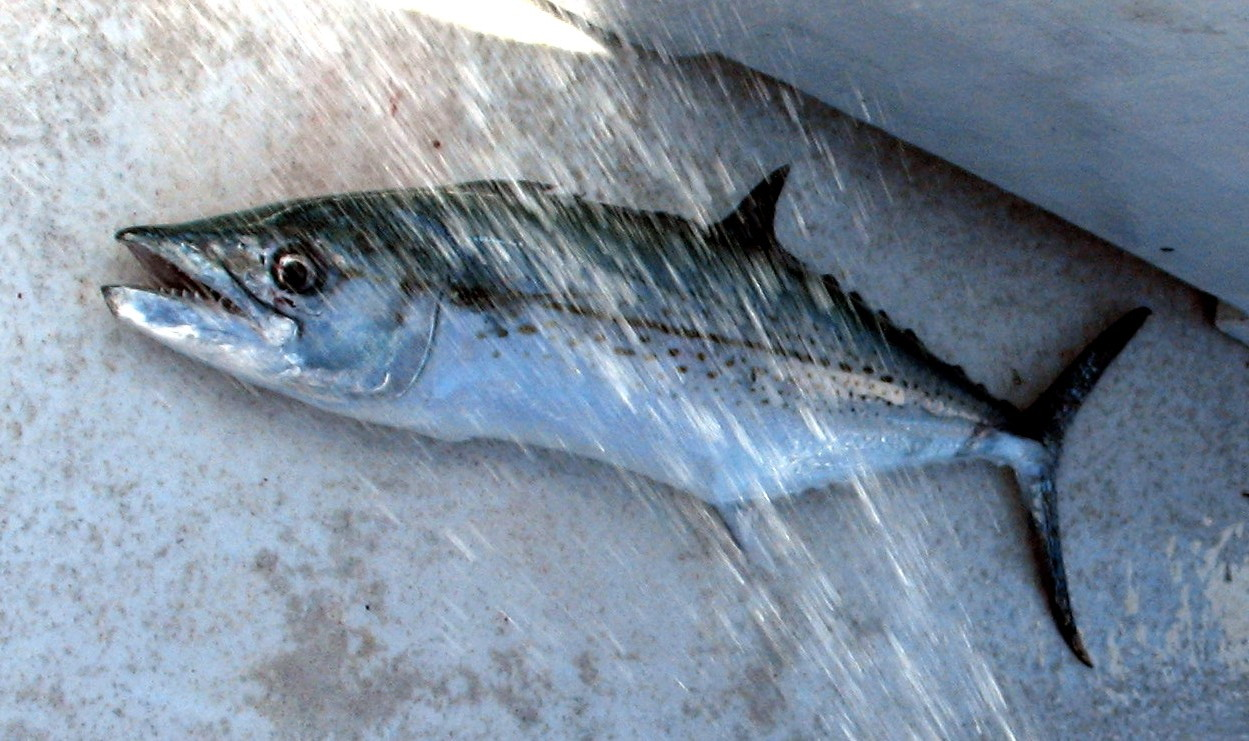
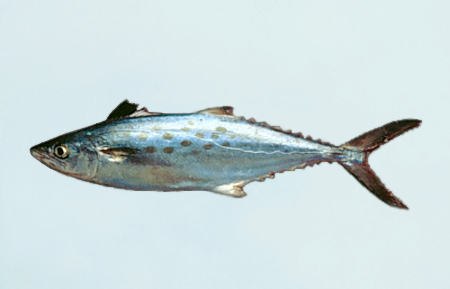